# Пастораль (фільм, 1975)
«Пастораль» (груз. «პასტორალი») — грузинський радянський художній фільм 1976 року грузинсько-французького кінорежисера Отара Іоселіані.

## Сюжет
У глухе село приїжджає група музикантів, щоб відпочити і порепетирувати для наступного музичного сезону. Довкола живуть селяни — симпатичні, злобні… різні. Ці два світи придивляються один до одного і дивуються: як по-різному можна жити на цьому світі!
Серед них наївна сільська дівчинка, вразлива і мрійлива. Селяни з одного боку, а з іншого — люди, що вибрали собі заняттям настільки витончену річ, як музика. Селяни не сентиментальні; це ми захоплюємося — ах, як прекрасне село! І бути професійним музикантом інколи означає втратити всякий зв'язок з прекрасним. Не можна професійно практикувати витонченість.

## Актори
- Нана Іоселіані — Едукі, молода селянка
- Тамара Габарашвілі — музикант
- Михайло Нанейшвілі — музикант
- Нукрі Давіташвілі — музикант
- Баіа Мацаберідзе — музикант
- Резо Чархалашвілі — водій
- Нестор Піпія — сусід
- Ксенія Піпія — сусідка
- Вахтанг Єремашвілі
- Лія Тохадзе-Джугелі
- Павле Кантаріа
- Марина Карцівадзе
- Лері Зардіашвілі

## Нагороди
- Нагорода ФІПРЕССІ на Берлінському фестивалі у 1982 році (поза конкурсом).